# AlphaTauri AT02
AlphaTauri AT02 —  гоночный автомобиль с открытыми колёсами в Формуле-1, был разработан и построен итальянской командой конструктором Альфа Таури для участия в чемпионате мира Формулы-1 сезона 2021 года. Болид был оснащён двигателем Honda 2021 года спецификации, Honda RA620H. Пилотировали в 2021 году болид, французский пилот Пьер Гасли и пришедший на замену Даниила Квята японский пилот Юки Цунода.. Болид дебютировал на Гран-при Бахрейна 2021 года.

## Результаты выступлений в чемпионате
| Легенда к таблице |                                                                    |
| --- | ------------------------------------------------------------------ |
| В таблице перечислены результаты всех Гран-при Формулы-1, в которых использовался автомобиль. Строками таблицы являются сезоны, столбцами — этапы чемпионата мира. В каждой клетке указаны сокращённое название этапа и результат, дополнительно обозначенный цветом. Расшифровка обозначений и цветов представлена в нижеследующей таблице. |                                                                    |
| \| Пример \| Описание \| \| ------------ \| ------------------------------------------------------------------ \| \| 1 \| Победитель \| \| 2 \| Второе место \| \| 3 \| Третье место \| \| 5 \| Финишировал, заработав очки \| \| Сход \| Не финишировал, но при этом заработал очки \| \| 12 \| Финишировал, не получив очков \| \| НКЛ \| Финишировал, но не попал в финальную классификацию \| \| 15 \| Участвовал вне зачёта, либо по отдельной классификации \| \| 18 \| Не финишировал, но попал в финальную классификацию \| \| Сход \| Не финишировал \| \| НКВ \| Не прошёл квалификацию \| \| НПКВ \| Не прошёл предквалификацию \| \| ДСК \| Дисквалифицирован \| \| ИСК \| Исключён из протокола соревнований \| \| ТТ \| Заявлен для участия только в тренировках \| \| НС \| Участвовал в квалификации, но не стартовал в гонке \| \| Т \| Травмирован или болен \| \| ОТК \| Отказ от участия \| \| НТР \| Прибыл на соревнования, но на трассу не выезжал \| \| НПР \| Был заявлен в числе участников, но не прибыл к началу соревнований \| \| О \| Соревнования отменены \| \| \| Не участвовал \| \| Поул-позиция \| \| \| Быстрый круг \| \| |                                                                    |
| Пример | Описание                                                           |
| 1 | Победитель                                                         |
| 2 | Второе место                                                       |
| 3 | Третье место                                                       |
| 5 | Финишировал, заработав очки                                        |
| Сход | Не финишировал, но при этом заработал очки                         |
| 12 | Финишировал, не получив очков                                      |
| НКЛ | Финишировал, но не попал в финальную классификацию                 |
| 15 | Участвовал вне зачёта, либо по отдельной классификации             |
| 18 | Не финишировал, но попал в финальную классификацию                 |
| Сход | Не финишировал                                                     |
| НКВ | Не прошёл квалификацию                                             |
| НПКВ | Не прошёл предквалификацию                                         |
| ДСК | Дисквалифицирован                                                  |
| ИСК | Исключён из протокола соревнований                                 |
| ТТ | Заявлен для участия только в тренировках                           |
| НС | Участвовал в квалификации, но не стартовал в гонке                 |
| Т | Травмирован или болен                                              |
| ОТК | Отказ от участия                                                   |
| НТР | Прибыл на соревнования, но на трассу не выезжал                    |
| НПР | Был заявлен в числе участников, но не прибыл к началу соревнований |
| О | Соревнования отменены                                              |
| | Не участвовал                                                      |
| Поул-позиция |                                                                    |
| Быстрый круг |                                                                    |

| Год  | Команда             | Двигатель                        | Ш | Гонщики    | 1   | 2   | 3   | 4    | 5   | 6   | 7   | 8    | 9   | 10  | 11  | 12  | 13   | 14   | 15  | 16  | 17   | 18   | 19  | 20  | 21  | 22  | Место | Очки |
| ---- | ------------------- | -------------------------------- | - | ---------- | --- | --- | --- | ---- | --- | --- | --- | ---- | --- | --- | --- | --- | ---- | ---- | --- | --- | ---- | ---- | --- | --- | --- | --- | ----- | ---- |
| 2021 | Scuderia AlphaTauri | Honda RA621H 1.6 V6 Turbo hybrid | P |            | БАХ | ЭМИ | ПОР | ИСП  | МОН | АЗЕ | ФРА | ШТИ  | АВТ | ВЕЛ | ВЕН | БЕЛ | НИД  | ИТА  | РОС | ТУР | США  | МЕХ  | САП | КАТ | САУ | АБУ | 6     | 142  |
| 2021 | Scuderia AlphaTauri | Honda RA621H 1.6 V6 Turbo hybrid | P | Пьер Гасли | 17  | 7   | 10  | 10   | 6   | 3   | 7   | Сход | 9   | 11  | 5   | 6   | 4    | Сход | 13  | 6   | Сход | 4    | 7   | 11  | 6   | 5   | 6     | 142  |
| 2021 | Scuderia AlphaTauri | Honda RA621H 1.6 V6 Turbo hybrid | P | Юки Цунода | 9   | 12  | 15  | Сход | 16  | 7   | 13  | 10   | 12  | 10  | 6   | 15  | Сход | НС   | 17  | 14  | 9    | Сход | 15  | 13  | 14  | 4   | 6     | 142  |

### Комментарии
1. ↑  Не финишировал, но был классифицирован, поскольку проехал более 90% дистанции гонки.
2. ↑  В гонке пройдено менее 75% дистанции, поэтому начислена половина очков.